# Henri Émile Sauvage
Henri Émile Sauvage (22. září 1842 Boulogne-sur-Mer – 3. ledna 1917 Boulogne-sur-Mer) byl francouzský paleontolog, ichtyolog a herpetolog. Ve své době platil za největšího francouzského odborníka na fosilní ryby a plazy.

## Kariéra
Pracoval dlouhodobě pro přírodovědecké muzeum Muséum d'Histoire Naturelle v Boulogne-sur-Mer na severu Francie, kde také prožil celý svůj život. V současnosti je známý zejména svým výzkumem pozdně jurských dinosauřích fosilií v oblasti Boulonnais. V roce 1897 formálně popsal druh Suchosaurus girardi, jehož považoval za pravěkého krokodýla, dnes nicméně víme, že se jednalo o spinosauridního teropoda (dravého dinosaura), možná šlo o druh Baryonyx walkeri. Formálně popsal také pochybné dinosauří rody Morinosaurus a Erectopus. Sauvage byl členem Francouzské geologické společnosti a publikoval své výzkumy v prestižních vědeckých periodikách. Dnes je na jeho počest pojmenován například plesiosaur druhu Lusonectes sauvagei, korýš druhu Pseudanthessius sauvagei a gekon druhu Bavayia sauvagii.